# Lyckan kommer
Lyckan kommer är en svensk filmsaga från 1942 i regi av Hasse Ekman. I huvudrollerna ses Stig Järrel och Marguerite Viby.

## Handling
Denna saga för vuxna barn handlar om Georg och Monika Hedberg. De är så rika och lever ett sådant lyxliv att de helt tappat bort varandra och den lycka de kände då de levde under enkla omständigheter. Nu grälar de och irriterar sig på varandra istället och enas slutligen om att ta ut skilsmässa.
I samråd med sin advokat går de med på ett experiment, ett vad, för att rädda sitt äktenskap. Advokaten menar att de helt enkelt är för bortskämda, opraktiska och beter sig som två barn. De får nu börja om från början, flytta till en vanlig lägenhet, börja arbeta igen och enbart leva på sina inkomster under detta halvår medan advokaten låser deras tillgångar. Kan ett mer blygsamt Svensson-liv göra att lyckan åter kommer?

## Om filmen
Filmen premiärvisades den 17 augusti 1942 på biograf Royal i Stockholm. Den spelades in vid Centrumateljéerna i Stockholm med exteriörer från Gamla stan, Norrmalm, Södermalm och Centralstationen i Stockholm av Karl-Erik Alberts och Sten Dahlgren.
Ekmans svenska manus filmades i Danmark 1942 under titeln Lykken kommer i regi av Emanuel Gregers och med Marguerite Viby och Ebbe Rode i de två ledande rollerna.
Filmen har visats i SVT, bland annat i september 2018, i maj 2022 och i maj 2024.

## Rollista i urval
- Stig Järrel – Georg Hedberg, direktör och konstnär
- Marguerite Viby – Monika Hedberg, Georgs hustru
- Carl Reinholdz – Algot Larsson, portvakt
- Dagmar Olsson – Bojan Larsson, Algots fru
- Georg Funkquist – redaktör Tranér på Kärleksjournalen
- Torsten Winge – Svane, konsthandlare
- Lasse Krantz – Bergman, Hedbergs hovmästare
- Bengt Janzon – kamrer Dimgren
- Einar Axelsson – Berger, advokat
- Hugo Björne – Lennart Broberg
- Birgit Sergelius – Lillan Broberg, Lennarts hustru
- Bertil Ehrenmark – Sergej Borsakoff, rysk målare
- Jura Tamkin – storfurst Alexander Sergej Nikolaus Alexandrovitj
- Berndt Westerberg – herr Birke, astrolog
- Karl Erik Flens – Nils Boström, reklamtecknare
- Agda Helin – Georgs ryska bordsdam på festen
- Charlie Almlöf – rysk överste på festen
- Artur Rolén – hovmästare
- Hanny Schedin – fröken Gustafsson, advokat Bergers sekreterare
- Hugo Tranberg – delikatesshandlare

## Musik i filmen
- "Lyckan kommer", kompositör Jules Sylvain, text Jokern, instrumental
- "Vi lossa sand", sång Bengt Janzon
- "Litet bo jag sätta vill", kompositör och text Elias Sehlstedt, instrumental
- "Är man bara två", kompositör Kai Gullmar, text Hasse Ekman, sång Marguerite Viby
- "Ein Sommernachtstraum. Hochzeitmarsch" (En midsommarnattsdröm. Bröllopsmarsch), kompositör Felix Mendelssohn-Bartholdy, instrumental
- "Belle nuit d'amour" (Stilla natt, o kärleksnatt/Stilla natt, o ljuva natt), kompositör Jacques Offenbach, fransk text Jules Barbier och Michel Carré, svensk text 1881 Ernst Wallmark, svensk text 1912 Emil Grandinson, instrumental
- "Aloha oe", kompositör och text Lydia Kamekeha Liliuokalani
- "Burlatskaja/Svornik russkich narodnych psen/Éj uchnem'!" (Pråmdragarnas sång/Volgasången), svensk text Miguel Torres, instrumental
- "Oci cërnyja, oci strastnyja/Otji tjornyja, otji strastnyja" (Svarta ögon), svensk text Karin Juel, sång Helga Brofeldt

## DVD
- Filmen gavs ut på DVD 2015.